# Metka Gabrijelčič
Metka Gabrijelčič Šušteršič, slovenska filmska igralka in gradbena inženirka, * 27. februar 1934, Ljubljana.
V času študija na Fakulteti za gradbeništvo in geodezijo je nastopila v nekaj filmih, zatem pa se je posvetila svojemu poklicu in družini.

## Filmografija
- Vesna (1953)
- Milijuni na otoku (1955)
- Ne čakaj na maj (1957) - nadaljevanje filma Vesna
- Quand vient l'amour (1957) Ko pride ljubezen (delovni naslov: Pariški vrabčki / Moineaux de Paris)